# ゲイリー・バーロウ
ゲイリー・バーロウ（Gary Barlow, OBE、1971年1月20日 - ）は、イギリスのシンガーソングライター、ピアニスト、音楽プロデューサー。イギリスの男性グループ、テイク・ザットのメンバーであり、リアリティ音楽オーディション番組『Xファクター』の審査員も務めた。イギリスで最も成功した歌手の一人で、ソロ・ミュージシャンとして2枚のナンバーワン・シングルと1枚のナンバーワン・アルバムを、テイク・ザットとして16枚のトップ5シングル、11枚のナンバーワン・シングル、7枚のナンバーワン・アルバムを世に送り出している。
Onepoll.comが行った一般投票にて、ジョン・レノンを抑えて、イギリス史上最も偉大なソングライターの1位に選ばれた。

## 経歴
チェシャーで生まれたバーロウは、15歳のときに「BBC Pebble Mill at One」というBBC主催のコンテストで「Let's Pray For Christmas」という曲を歌い出場する。そのコンテストで準決勝まで進んだバーロウは、ロンドンにあるウェルス・ヒース・スタジオでレコーディングができるチャンスをもらう。これを機に、バーロウはクラブなどでカバー曲や自身の曲をパフォーマンスするようになる。
1990年、18歳のときにはカーティス・ラッシュという名前で「Love Is in the Air」をリリース。しかし、この曲はヒットには至らなかった。このときに、有名なマネージャーであるナイジェル・マーティン・スミスの目に留まり、テイク・ザットを結成する。

### テイク・ザット時代
バーロウはテイク・ザットのメンバーとして有名ではあったが、音楽家としての才能も見出されていた。テイク・ザットの曲のほとんどは彼によって書かれたものである。テイク・ザットのメンバーはバーロウ、ジェイソン・オレンジ、マーク・オーエン、ハワード・ドナルド、ロビー・ウィリアムズ（後に脱退）の5人である。RCAレコードと契約し、1990年代には8曲の全英シングルチャートナンバー1となるシングルをリリースしている。そして、ほとんどの曲でバーロウがメイン・ボーカルを務めた。
1992年から1996年の間に4枚のアルバムをリリースしている。デビュー・アルバムは『テイク・ザット&パーティ』（1992年）である。その次の年には『エヴリシング・チェンジズ』をリリース。3枚目のアルバム『ノーバディ・エルス』（1995年）はテイク・ザット最後のスタジオ・アルバムとなる そしてベスト盤『A greatest Hits Collection』が1996年にリリースされた。
他のメンバーがメイン・ボーカルを担当することをバーロウは嫌ったという噂がある。この噂を支持する証拠はないが、事実ボーカルを担当するはずだったメンバーが急遽バーロウに変わるということがあった。例えば「リライト・マイ・ファイア」のメイン・ボーカルはロビー・ウィリアムズが担当する予定であったが急遽バーロウに変わったということがある。
またバーロウがダンスを嫌っているのではないかという噂がファンやメディアの間で囁かれていた。上記のようにメイン・ボーカルを務めることが多いため必然的にダンスをする場面は少なく、再結成ツアーである『ライヴ・イン・マンチェスター』の一曲「アパッチ2006」ではその噂を肯定するような台詞が含まれている。だが本人は嫌がっているつもりはないことを『ライヴ・イン・マンチェスター』のメイキングで笑いながら語った。現在はこの噂を逆手に取り、自虐的なパフォーマンスをコンサート・ツアーで行うことも多い。
作曲家としても有名であり、全英チャート1位、またアメリカでもトップ10にランクインした「バック・フォー・グッド」や「エヴリシング・チェンジズ」を作曲した。「バック・フォー・グッド」をリリースした際、ビー・ジーズのメンバー、バリー・ギブがこの曲の作詞をする代わりにテイク・ザットがビー・ジーズのヒット曲「愛はきらめきの中に」をカバーするように交渉が行われたとメディアが報道した（後に1996年にテイク・ザットがカバーし、全英チャート1位を獲得）。2001年に同じくビー・ジーズのメンバー、ロビン・ギブがこの情報は嘘であり、バリーが作詞をした事実は一切無いことを発表した。

### ソロ活動
テイク・ザット解散後、1996年にソロ活動に専念し始める。ファースト・シングル「Forever Love」は全英チャートでリリースされるとすぐに1位を獲得。デビュー・アルバム『オープン・ロード』も1位を獲得した。また、2枚目のシングル「ラヴ・ウォント・ウェイト」はマドンナによって作曲され、同曲もチャート1位を獲得。また、「So Help Me Girl」はアメリカのチャート、アダルト・コンテンポラリーでもトップにのぼりつめた。しかし、この曲は全英チャート20位にとどまる。その次のシングルである「Open Road」は全英チャート7位を記録。その後、2枚目のアルバム『12マンス、11デイズ』をリリースした。

### ロビー・ウィリアムズとの比較
テイク・ザット脱退後、同じくソロ活動を続けていたロビー・ウィリアムズとはよく比べられた。バーロウのデビュー・アルバム、シングル共にチャート1位を記録したが、ウィリアムズのソロ活動はなかなか良い成績を収めることができなかった。またメディアはそろって「バーロウの方がウィリアムズより金持ち」など、その当時のバーロウとウィリアムズの差を報じることが多かった。しかし、ウィリアムズが「エンジェルス」を1997年にリリースすると、世界中で大ヒットとなり、たちまちバーロウは報道機関からは支持されなくなっていった。また、テイク・ザット時代に音楽的才能に目をつけたメディアはバーロウから離れていってしまう。
また、ウィリアムズは2002年にリリースしたアルバム『エスカポロジー』に収録された隠しトラックで最後に「ゲイリー・バーロウはどこへ行った?」と歌っている。
バーロウはソロ活動の他に作曲家、プロデューサーとして活躍した。デルタ・グッドレムの「Not Me, Not I」はバーロウが作詞作曲を担当した。また、アトミック・キトゥン、エルトン・ジョン、ダニー・オズモンド、クリスティーナ・アギレラなどと共に音楽活動をした。

### 再結成

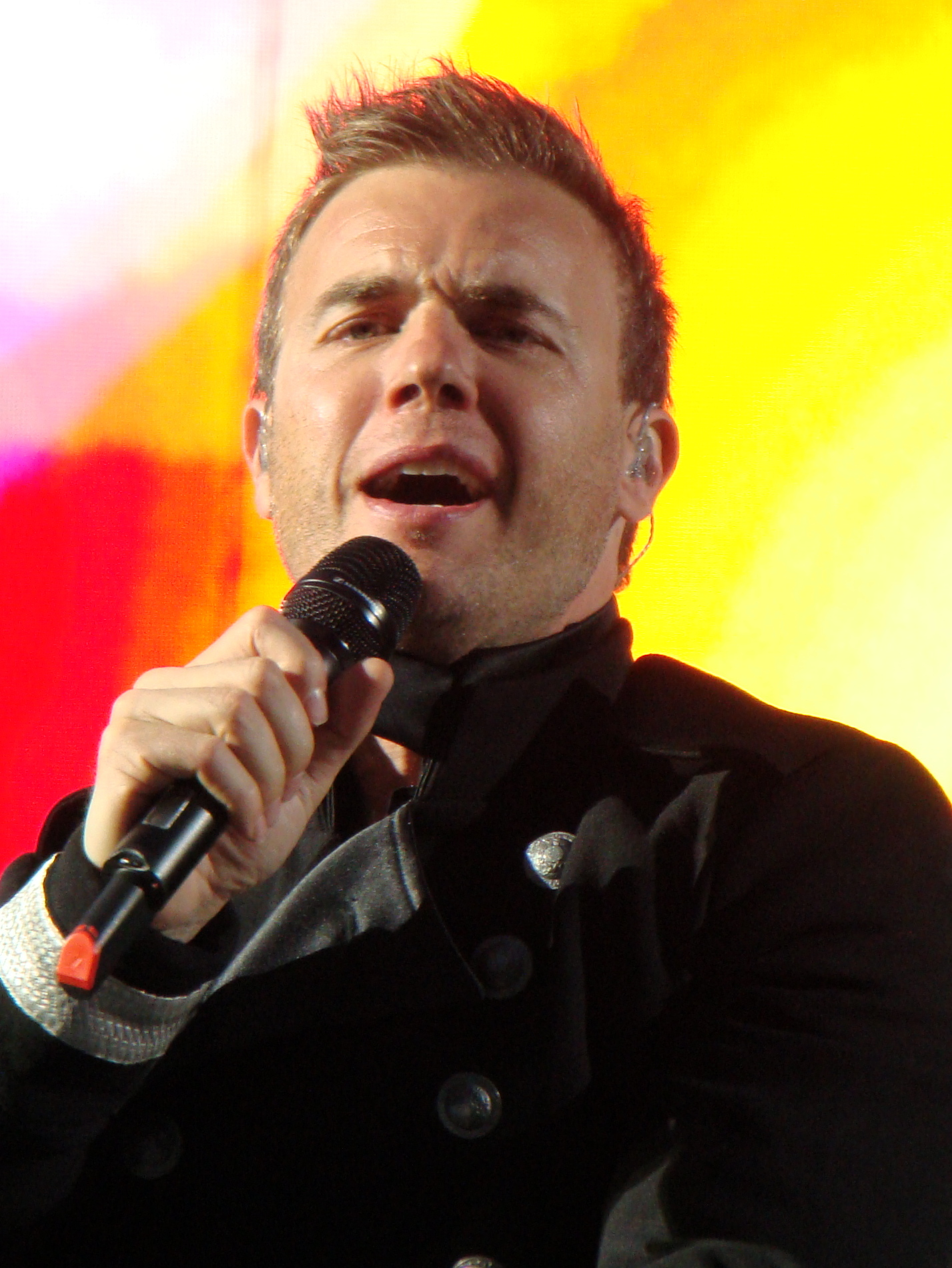
2009年6月

解散から10年後、2006年にイギリスでテイク・ザットのドキュメンタリー番組が放送された。そして、同年にロビー・ウィリアムズを除いた4人でテイク・ザットとしてのツアーを開始（チケットはすぐに完売した）。メンバー全員で試行錯誤して作り上げた再結成後のニューアルバム『ビューティフル・ワールド』からのファースト・シングル「ペイシェンス」は全英チャート1位を獲得した。同曲はブリット・アワードでベスト・シングルを受賞。
2008年にはブリット・アワードで4部門にノミネート。11月に発売したシングル「グレイテスト・デイ」は初週でUKチャート1位を獲得し、通算11枚目のナンバーワン・シングルとなった。再結成から2枚目のアルバムとなる『ザ・サーカス』はイギリス史上最も予約をされたCDとなった。アルバムは発売初週にアルバムチャート1位となり、発売から4日でプラチナ・レコードに認定された。2009年に行われたコンサート・ツアー『ザ・サーカス・ライヴ』は5時間で100万枚以上のチケットを売り上げ、テイク・ザット自身が記録していた売り上げを更新することになった。
2010年にウィリアムズが正式にテイク・ザットに復帰。再結成前の両者の関係は非常に悪かったが、2008年頃から徐々に関係修復をしていたことを明らかにした。10月に発売されたウィリアムズのベスト・アルバムに新曲として収録されたデュエット曲「シェイム」は、まさにその事実を証明するものであった。作詞作曲は2人で行い、ミュージック・ビデオでは『ブロークバック・マウンテン』のパロディでお互いの過去を茶化した。
同年に発売された通算6枚目のアルバム『プログレス』は、1995年以降初めてオリジナル・メンバーが揃ったアルバムとなった。アルバムは発売初日に23万枚以上を売り上げ、『ザ・サーカス』で立てた販売速度の記録を更新。このアルバムに基づき行われたコンサート・ツアー『プログレス・ライヴ』は、イギリスとアイルランドでの公演チケットが15分間で売り切れ、更にその間両国内の電話回線及びインターネット回線がダウンする事態となった。
過去にバーロウから離れていったメディアは現在、これらのテイク・ザット再結成の前例のない成功はバーロウの才能と類まれなる指導力によるものであると認めている。

### ソロ活動の再開

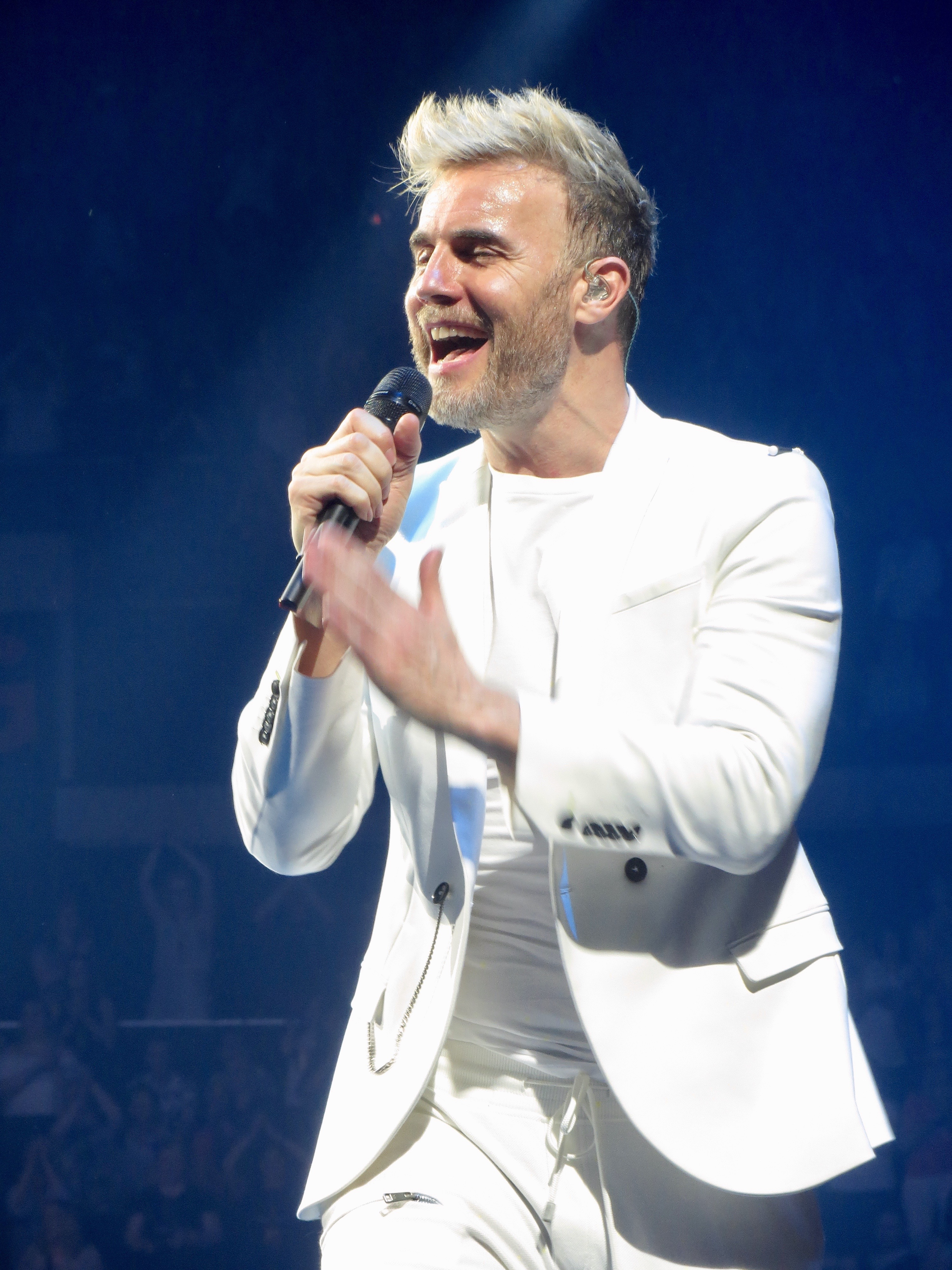
2017年

2011年、ソロとしては11年ぶりとなるコンサート「GB40」を開催、同年末にはツアーも行った。
2012年、エリザベス2世の生誕85周年と即位60周年を祝うセレモニーの計画を女王自身から打診された。その後、正式にBBCと共同でセレモニーの中で行われるコンサートの音楽監督を務めることが決まり、ポール・マッカートニーやエルトン・ジョンなどの大物ミュージシャンたちを束ねることになった。
コンサートのためアンドルー・ロイド・ウェバーと合作でテーマ曲「Sing」を描きおろし、自身3枚目のシングル（EP）として発売。全英シングルチャートで初週は11位であったが、楽曲制作のため世界各地の英国領を巡る姿を追ったドキュメンタリー「Gary Barlow: On Her Majesty's Service」の放送後1位を獲得した。バーロウにとってソロでは3枚目の1位獲得シングルである。このシングルは2012年に最も売れたシングルであり、また2012年にシングルチャートとアルバムチャートで同時に1位を獲得した初のミュージシャンとなった。
2012年6月、20年以上に渡る音楽業界での活躍と慈善活動により大英帝国勲章のオフィサー（OBE）に叙せられた。
2013年、オリジナル・アルバムとしては14年ぶりとなる『Since I Saw You Last』を発表、全英最高位2位を記録。
2014年、アグネッタ・フォルツコグのアルバム『A』に収録されている楽曲「戻れない二人」を手がけ、デュエットも果たす。
2020年には5枚目となるアルバム『Music Played by Humans』を発表、8年ぶりとなるアルバムチャート1位を記録した。

## その他の活動
2000年、ITVのテレビドラマ『ハートビート』の放送150回記念でゲストとして出演。ヒッチハイカーを演じ、俳優に初挑戦した。
2009年、自身のレーベルであるフューチャー・レコードをユニバーサル・グループの傘下で立ち上げた。バーロウは3年後の2012年12月にフューチャー・レコードの閉鎖を発表し、レーベルと契約していたアーティストは引き続き親会社であるユニバーサルとの契約を継続した。
2010年イギリス総選挙の際、保守党は「School Stars」という学生間の音楽に対する意識を高める取り組みを掲げ、保守党の支持を公言するバーロウはそのイベントに参加し「グレイテスト・デイ」を歌った。
2011年5月7日、アメリカ版『Xファクター』の審査員を務めるためサイモン・コーウェルがイギリス版の審査員を降板したのを受けて新たな審査員として出演。ドルチェ&ガッバーナやトム・フォードなどを着こなし、同じくファッショナブルな他の出演者たちと一緒にファッション誌でも特集された。10月に『Xファクター』の進行上ソーシャルメディアの活用が必要になりtwitterを開始。開始2ヶ月で100万人以上のフォロワーを獲得した。2012年は降板するのではないかと噂されていたが続投し、2013年まで合計3シーズン審査員を務めた。
チャリティー活動にも精力的であり、チャリティー団体コミック・リリーフが主催するイベントへの参加や企画協力、結婚10周年を祝うパーティの参加費の募金、コンサートの売り上げをチャールズ3世（当時皇太子）が創設したザ・プリンス・トラストへ募金するなど、数多くの活動をしている。

### ミュージカル
2013年6月25日、ハリウッドのプロデューサーであるハーヴェイ・ワインスタイン制作の新作ミュージカル『ファインディング・ネバーランド』で作曲をする契約を結んだことが発表された。バーロウは「ずっとやりたかったことで、参加できて光栄です。この仲間との制作を非常に楽しんでおり、この物語が好きです。ハーヴェイ・ワインスタインのような著名な制作者とコラボできるのは本当に素晴らしい」とし、ワインスタインはバーロウについて「世界で最高の作曲家の1人」と語った。
2014年3月、ビバリーヒルズにあるモンタージュで行なわれたアカデミー賞プレ・パーティに出席し、『ファインディング・ネバーランド』より自身が作曲した曲を数曲演奏した。主役で『ピーターパン』の作者ジェームス・マシュー・バリーの役を演じつつ、アカデミー賞にノミネートされたドキュメンタリー映画『バックコーラスの歌姫たち』の出演者4名をバックコーラスに、イギリスの著名なミュージカル女優ローラ・ミシェル・ケリーとデュエットした。バーロウの演奏は好評で、『ファインディング・ネバーランド』のアメリカン・レパートリー・シアターの公演も成功し、2015年春にはブロードウェイに移行した。
2003年の映画『カレンダー・ガールズ』を基にしたミュージカル『The Girls』(2017年に『Calendar Girls The Musical』に改題)において、同郷の友人ティム・ファースが脚本を執筆し、バーロウが作詞作曲を行ない、2017年1月、ロンドンにあるフェニックス・シアターで開幕した。

## 私生活

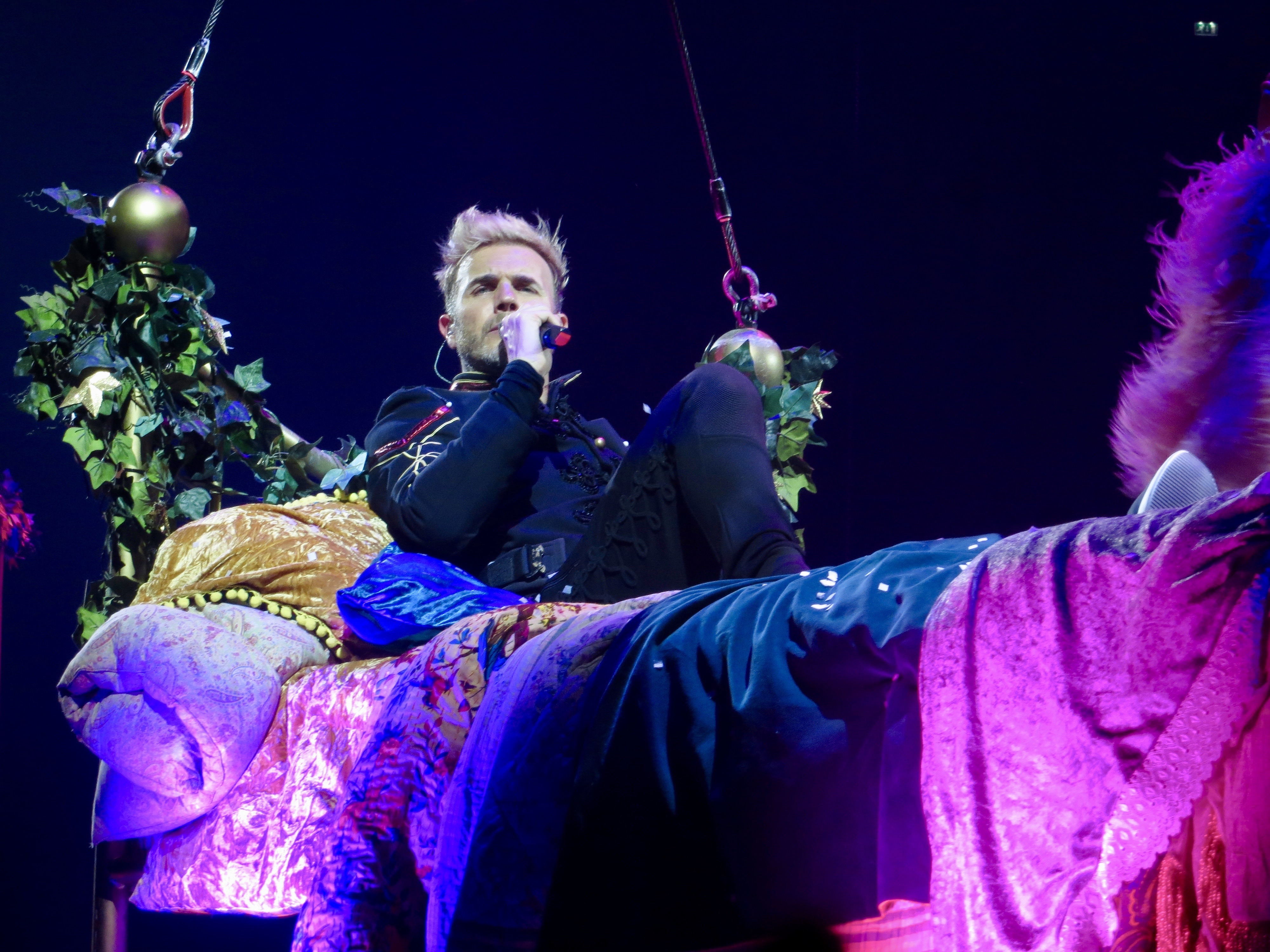
（2017年）

1995年のノーバディ・エルス・ツアーでバックダンサーを務めていたドーンと2000年1月12日に結婚。彼女はビューティフル・ワールド・ツアーにもダンサーとして参加している。ダニエル(2000年8月16日生まれ)・エミリー(2002年5月31日生まれ)とデイジー(2009年1月14日生まれ)の3人の子供を持つ父親である。2012年2月に4人目の子供をドーンが妊娠中であることを発表した。2012年8月4日、4人目の子供である娘のポピーが死産であったことを発表した。その直後であるにもかかわらずバーロウはテイク・ザットとして2012年ロンドンオリンピックの閉会式に出演し「ルール・ザ・ワールド」を歌唱。ステージに登る決心をしたこととその精神的強さは高く賞賛された。
バーロウの父コリンは2009年10月15日に71歳で亡くなったが、当日はバーロウが主催するコンサートを含むチャリティ番組の記者会見日であったが出席を辞退しチェシャーの実家に戻っている。
リヴァプールFCのサポーターで、「ユール・ネヴァー・ウォーク・アローン」がピアノで弾けた初めての曲である。
2005年7月7日に起きたロンドン同時爆破事件の際、爆破の標的とされたエッジウェア・ロード駅発の環状線に乗り合わせていた。
2012年6月、バーロウとテイク・ザットのメンバーであるハワード・ドナルドとマーク・オーエンを含む、1100人もの人々が2600万ポンドを音楽産業に投資していたことが明らかにされた。これは資産家達による税金逃れの手段と判断され大きな論争となった。バーロウは税金逃れをしたことで告発されるも、投資自体は違法なものではなかったため脱税とまで判断されることはなかった。担当弁護士は「本人はきちんと税金を支払っており、投資が税金逃れの手段ではないことを他の人々も信じている」と声明を出した。このニュースはOBE授与直後に報道されたものだったため、一時は勲章剥奪とも言われたが違法行為をしていなかったため不問とされた。

## The Crooner Sessions
2020年、コロナ禍のさなか、リモートで数々のアーティストとのセッションを行った。
en:Gary Barlow#Other musical projects#The Crooner Sessions
- ＃02 - en:Baby Can I Hold You ft ローナン・キーティング
- ＃03 - バック・フォー・グッド ft JC・シャゼイ
- ＃06 - I Knew You Were Waiting ft ビヴァリー・ナイト
- ＃07 - トゥゲザー・フォーエヴァー ft リック・アストリー
- ＃08 - Somewhere Only We Know ft en:Tim Rice-Oxley
- ＃12 - en:Too Many Broken Hearts ft ジェイソン・ドノヴァン
- ＃17 - Back for Good ft JLS (音楽グループ)
- ＃20 - en:We Don't Talk Anymore (Cliff Richard song) ft. クリフ・リチャード
- ＃23 - シェイム ft ロビー・ウィリアムズ
- ＃60 - en:Over My Shoulder (Mike + The Mechanics song) ft. ポール・キャラック
- ＃61 - en:Rhythm of My Heart ft. ロッド・スチュワート
- ＃65 - スーン・メイ・ザ・ウェラーマン・カム ft ローナン・キーティング
- ＃66 - en:Real Gone Kid ft ディーコン・ブルー
- ＃76 - アイ・ウォナ・ノウ ft. en:Kelly Hansen（フォリナー）
- ＃77 - Love Is In The Air ft. en:Bradley Walsh
- ＃78 - アローン・アゲイン ft. ギルバート・オサリバン
- ＃81 - ペイシェンス ft. ボーイ・ジョージ
- ＃84 - Tempted ft. スティング
- ＃86 - en:I Knew I Loved You ft. ダレン・ヘイズ（サヴェージ・ガーデン）
- ＃87 - en:What's Up? (4 Non Blondes song) ft. en:Linda Perry(en:4 Non Blondes）
- ＃90 - ネヴァー・フォーゲット ft. テイク・ザット
- ＃91 - ユア・ソング ft. エルトン・ジョン

## ディスコグラフィ
- 『オープン・ロード』 - Open Road (1997年)
- 『12マンス、11デイズ』 - Twelve Months, Eleven Days (1999年)
- Sing (2012年) ※Gary Barlow & The Commonwealth Band名義
- Since I Saw You Last (2013年)
- Music Played by Humans (2020年)
- The Dream of Christmas (2021年)

## 受賞・ノミネート歴
| 年   | ノミネート対象           | 賞                                                                | 結果       |
| ---- | ------------------------ | ----------------------------------------------------------------- | ---------- |
| 2012 | ゲイリー・バーロウ       | ナショナル・テレビジョン・アワード 顕著な慈善活動                 | 受賞       |
| 2012 | Xファクター              | ナショナル・テレビジョン・アワード 最優秀テレビ・タレント・ショー | 受賞       |
| 2011 | ゲイリー・バーロウ       | Qアワード クラシック・ソングライター                              | 受賞       |
| 2011 | シェイム                 | Qアワード 最優秀コラボレーション                                  | 受賞       |
| 2011 | シェイム                 | ヴァージン・メディア ミュージック・ビデオ                         | ノミネート |
| 2011 | シェイム                 | ヴァージン・メディア 最優秀コラボレーション                       | ノミネート |
| 2010 | ゲイリー・バーロウ       | ブルー・ピーター・ゴールド・バッジ                                | 受賞       |
| 2009 | ゲイリー・バーロウ       | ザ・サン紙 ロード・オブ・ザ・イヤー                               | 受賞       |
| 2008 | シャイン                 | アイヴァー・ノヴェロ賞 最多公演賞                                 | 受賞       |
| 2007 | ゲイリー・バーロウ       | GQアワード マン・オブ・ザ・イヤー                                 | 受賞       |
| 1998 | ゲイリー・バーロウ       | ブリット・アワード 最優秀男性歌手                                 | ノミネート |
| 1998 | オープン・ロード         | ロンドン・アワード 最優秀アルバム                                 | ノミネート |
| 1998 | ラヴ・ウォント・ウェイト | トップ・オブ・ザ・ポップス 最優秀シングル                         | ノミネート |
| 1997 | フォーエヴァー・ラヴ     | FMQアワード（フィンランド） 最優秀シングル                        | 受賞       |
| 1997 | フォーエヴァー・ラヴ     | TMFアワード（オランダ） 最優秀シングル                            | ノミネート |
| 1997 | オープン・ロード         | GQアワード 最優秀アルバム                                         | ノミネート |
| 1997 | フォーエヴァー・ラヴ     | エコー賞 最優秀シングル                                           | 受賞       |
| 1996 | ネヴァー・フォーゲット   | アイヴァー・ノヴェロ賞                                            | 受賞       |
| 1995 | バック・フォー・グッド   | アイヴァー・ノヴェロ賞 最優秀楽曲賞                               | 受賞       |
| 1994 | プレイ                   | アイヴァー・ノヴェロ賞 最優秀コンテンポラリー曲                   | 受賞       |
| 1993 | ゲイリー・バーロウ       | アイヴァー・ノヴェロ賞 最優秀作詞作曲賞                           | 受賞       |